# Wilbur Ross

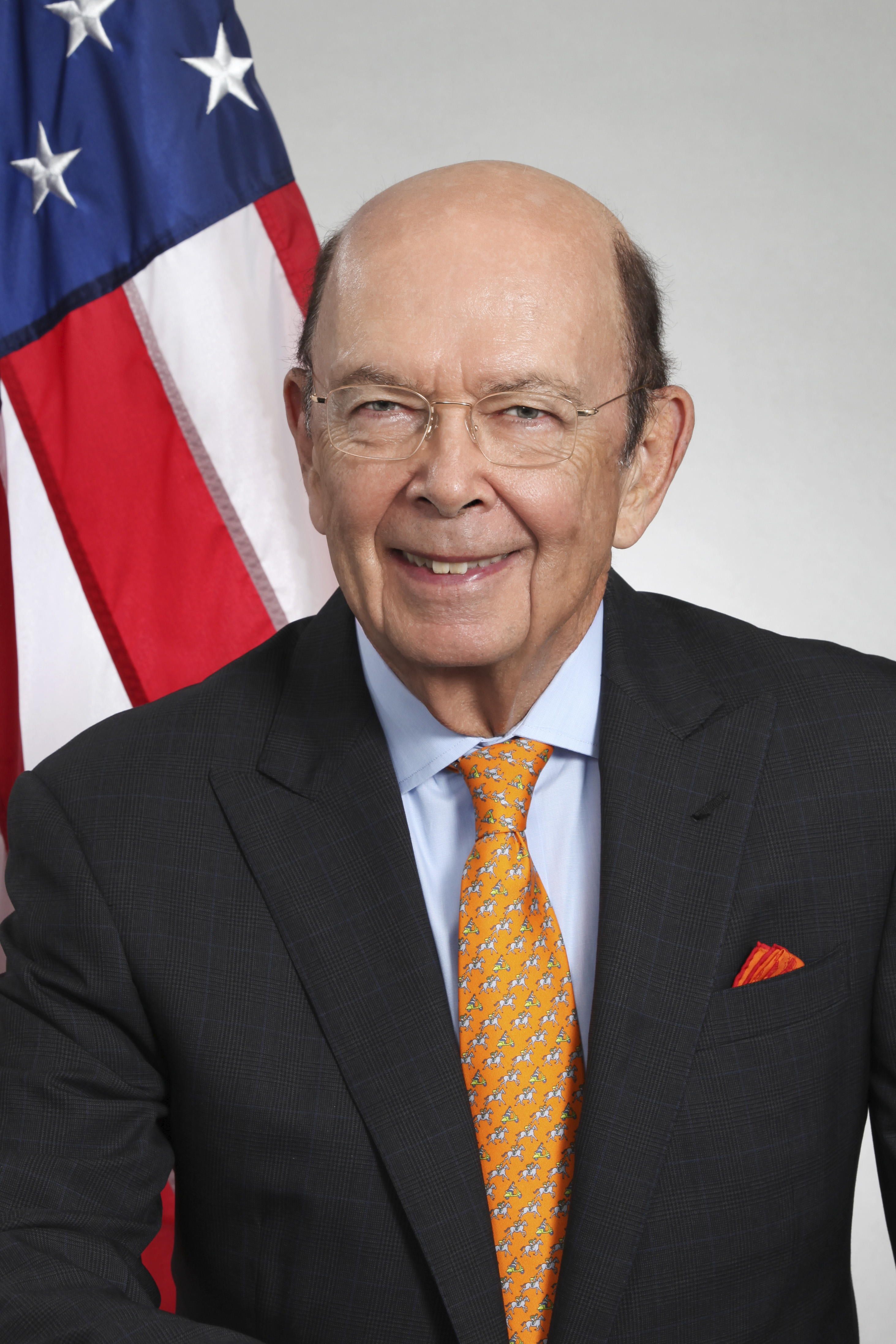
Wilbur Ross, 2017

Wilbur Louis Ross Jr. (* 28. November 1937 in Weehawken, New Jersey) ist ein US-amerikanischer Unternehmer und Politiker. Er arbeitete 24 Jahre lang als Banker für N M Rothschild & Sons und spezialisierte sich auf den Aufkauf und die Neustrukturierung bankrotter Unternehmen. Vom 28. Februar 2017 bis zum 20. Januar 2021 war er Handelsminister der Vereinigten Staaten.

## Leben

### Studium und unternehmerische Tätigkeit
Ross wurde als Sohn des Rechtsanwalts Wilbur Louis Ross Sr. und dessen Frau Agnes (geborene O’Neill) geboren. Er studierte an der Yale University. Nach seinem dortigen Bachelor-Abschluss im Jahr 1959 setzte er sein Studium an der Harvard University fort und erhielt dort zwei Jahre später einen Master of Business Administration.
Ross war ab 1976 für N M Rothschild & Sons tätig, bevor er im Jahr 2000 das Investmentunternehmen WL Ross & Co gründete. Im Jahr 2006 verkaufte er das Unternehmen für 375 Mio. US-Dollar an Amvescap, blieb jedoch Vorsitzender und Chief Strategy Officer. Im Laufe seiner beruflichen Karriere erwarb er sich den Ruf des „King of Bankruptcy“.
So kaufte er 2002 das bankrotte Stahlunternehmen LTV Corp., weniger als einen Monat bevor Präsident George W. Bush Strafzölle erließ, um die US-amerikanische Stahlindustrie vor Importen zu schützen. Aus diesem und den anschließend erworbenen Unternehmen Weirton Steel, Acme Steel, Bethlehem Steel und Georgetown Steel gründete er noch im selben Jahr die International Steel Group. 2005 verkaufte Ross die International Steel Group für 4,5 Mrd. US-Dollar an die Mittal Steel Company.

### Privates
Ross ist seit 2004 in dritter Ehe verheiratet mit Hilary Geary (* 1950), die als Autorin für ein New Yorker Gesellschaftsmagazin schreibt. Seine ersten beiden Ehen wurden geschieden; aus erster Ehe hat er zwei Töchter. In zweiter Ehe war er von 1995 bis 2000 mit Betsy McCaughey verheiratet, die von 1995 bis 1998 Vizegouverneurin des Bundesstaates New York war.
Er betätigt sich als Kunstsammler und besitzt 40 Werke des belgischen Surrealisten René Magritte sowie zeitgenössische Werke chinesischer und vietnamesischer Künstler. Im Jahr 2016 war er mit 2,9 Mrd. US-Dollar auf Platz 595 der jährlich vom Forbes Magazine veröffentlichten Zusammenstellung The World’s Billionaires gelistet. Während Ross behauptete, mehr als 3 Mrd. Dollar zu besitzen, wurde durch die Offenlegungspflicht bei seinem Eintritt in die Regierung deutlich, dass es sich tatsächlich um weniger als 700 Mio. Dollar handelt.

### Politische Karriere
Ross war lange Zeit Mitglied der Demokratischen Partei. Bei der Präsidentschaftswahl 2012 unterstützte er den republikanischen Kandidaten Mitt Romney. Bei der Präsidentschaftswahl 2016 war er als wirtschaftspolitischer Berater für den republikanischen Kandidaten Donald Trump tätig, den er seit über 20 Jahren kennt. Nach dessen erfolgreicher Wahl wurde Ross im November von Trump zum Wirtschaftsminister (United States Secretary of Commerce) in dessen zukünftigem Kabinett bestimmt.
Am 27. Februar 2017 wurde Ross vom Senat mit 72:27 Stimmen als Handelsminister in der Regierung Trump bestätigt. Am 28. Februar 2017 erfolgte seine Vereidigung durch Vizepräsident Mike Pence.
Seine Amtszeit als Handelsminister endete am 20. Januar 2021 mit der Vereidigung des neuen Präsidenten Joe Biden.

### Politische Haltungen
Ross gilt als strikter Gegner des Freihandelsabkommens NAFTA.

### Paradise Papers
Im November 2017 veröffentlichte das Netzwerk investigativer Journalisten (ICIJ) die Recherchen zur Steuervermeidung in Steuerparadiesen „Paradise Papers“. Eine Spur führte in das Kabinett von US-Präsident Donald Trump zu dessen Handelsminister Wilbur Ross. Er ist den Berichten zufolge als Privatmann an Geschäften mit einem russischen Unternehmen beteiligt, das zum Teil dem Schwiegersohn des russischen Präsidenten Wladimir Putin und Kreml-nahen Geschäftsleuten gehört. Aufgrund der Verbindungen Wilbur Ross’ nach Russland kritisierten mehrere US-Senatoren das Kabinett Trump I.

### China
Im Oktober 2020 enthüllte Foreign Policy, dass Ross noch an einem joint venture mit der China Huaneng Group  beteiligt war, während er zugleich  als Wirtschaftsminister Verhandlungen mit China führte.

## Ehrungen
2014 wurde ihm der japanische mehrfarbige Orden der Aufgehenden Sonne am Band verliehen.